# Cyclolepis
Cyclolepis é um género botânico pertencente à família Asteraceae.